# Montrose, West Virginia
Montrose är en ort i Randolph County i delstaten West Virginia, USA.